# Zimmer90
Zimmer90 ist eine deutsche Indie-Electropop-Band, die 2018 in Stuttgart gegründet wurde. Die Band besteht aus Joscha Becker (Gesang, Keyboard) und Finn Gronemeyer (Bass, Synthesizer). Mit der Single What Love Is erreichte sie Ende 2023 erstmals größere internationale Bekanntheit.

## Geschichte
Die Band wurde 2017 von Joscha Becker (Gesang, Keyboard), Michael Schoett (Schlagzeug) und Finn Gronemeyer (Bass, Keyboard) gegründet, alle 1998 oder 1999 geboren. Während Schoett und Gronemeyer dieselbe Schule besucht hatten, kannte man Becker über gemeinsame Freundeskreise. Ab 2023 zog sich Schoett aus der Band zurück und ist seitdem als Live-Drummer Teil von Zimmer90.
Im Jahr 2020 erschien die selbst produzierte Debütsingle Movin’. Der Durchbruch gelang Ende 2023 mit der viralen Single What Love Is, die vielfach auf TikTok für Jahresrückblicke verwendet worden war. Zu diesem Zeitpunkt gehörte Michael Schoett nicht mehr zur Besetzung.
Im Jahr 2024 spielte die Band eine ausverkaufte Europa-Tournee und konnte Konzert-Debüts in Städten wie Amsterdam, Paris und London verzeichnen. Im November 2024 spielte die Band die erste Tournee in den Vereinigten Staaten, wo sie auch auf dem international renommierten Corona Capital Festival Mexico auftraten.
Live zu sehen war Zimmer90 unter anderem auf dem Superbloom-Festival, dem Frequency und dem Zermatt Unplugged. Neben der offiziellen Präsenz auf Instagram betreibt die Band den Interieur-, Architektur- und Design-Account enterzimmer90.

## Diskografie
EPs
- 2021: Fall Back (Selbstverlag)
- 2023: Spaces (Humming Records)
- 2023: Lake Diaries (Selbstverlag)
- 2024: What Love Is (Selbstverlag)
- 2025: Makes Me Wanna Dance